# Chicaloma
Chicaloma es una localidad de Bolivia, ubicada en la región de valles. Administrativamente se encuentra en el municipio de Irupana de la provincia de Sud Yungas en el departamento de La Paz.
El pueblo está a una altitud de 1.677 msnm, a 1 km en línea recta al oeste del río Puri, que luego desemboca en el río Solacama.
Chicaloma es conocida por su baile de la Saya afroboliviana.

## Historia
Durante la Guerra de la Independencia de Bolivia a principios del siglo XIX, el territorio actual boliviano fue escenario de numerosos combates y batallas entre los denominados patriotas y los realistas. Luego de la formación de la Junta Tuitiva en La Paz llegaron las fuerzas del realista José Manuel de Goyeneche, que obligaron a los patriotas a replegarse a Los Yungas. Fue así que en Chicaloma se dio uno de los primeros combates entre ambos bandos, en el Combate de Chicaloma del 11 de noviembre de 1809, en el que los patriotas fueron derrotados.
En el siglo XX, Chicaloma era un cantón donde se encontraban numerosas haciendas privadas.

## Geografía
Chicaloma se encuentra en los Yungas bolivianos en la vertiente oriental de la loma alta de la Cordillera Real . La región tiene un clima diurno distinto, en el que las fluctuaciones de la temperatura media a lo largo del día son más pronunciadas que a lo largo de las estaciones.
La temperatura media anual de la región es de 21 °C, las temperaturas medias mensuales varían ligeramente entre 18 °C en julio y 22 °C en diciembre. La precipitación anual es de unos 1150 mm, la precipitación mensual oscila entre unos 20 mm en junio y julio y más de 150 mm de diciembre a febrero.

## Transporte
Chicaloma se encuentra a unos 150 kilómetros por carretera al este de La Paz, la sede de gobierno de Bolivia.
Desde La Paz, la carretera troncal pavimentada Ruta 3 recorre 60 kilómetros al noreste hasta Unduavi, desde donde la Ruta 25 sin pavimentar se bifurca en dirección sureste y llega a Irupana luego de 97 kilómetros vía Chulumani. Desde allí, un camino vecinal de tierra conduce a Chicaloma.

## Demografía
La población de la localidad ha fluctuado significativamente en las últimas dos décadas:
| Año  | Habitantes | Fuente |
| ---- | ---------- | ------ |
| 1992 | 731        | Censo  |
| 2001 | 634        | Censo  |
| 2012 | 768        | Censo  |

El pueblo tiene una alta proporción de población afroboliviana. Son descendientes de personas que fueron secuestradas en África, traídas a Bolivia por los colonizadores españoles para trabajar en las minas y luego reubicadas en Los Yungas.